# Морський вовк (фільм, 1920)
Морський вовк (англ. The Sea Wolf) — американська драма режисера Джорджа Мелфорда 1920 року знята за мотивами роману Джека Лондона «Морський вовк» 1904 року. Фільм був перезнятий через двадцять один рік з Едвардом Г. Робінсоном у ролі Бірі.

## Сюжет
Хемфрі Ван Вейдена і Мод Брустер рятує корабель, коли пором на якому вони пливли тоне. Проте, замість того, щоб відправити їх на берег, грізний капітан, огидний Вовк Ларсен, змушує Хамфрі працювати юнгою, і для молодої Мод є також робота.

## У ролях
- Ной Бірі — «Вовк» Ларсен, Морський Вовк
- Джеймс Гордон — «Мертвий» Ларсен
- Реймонд Гаттон — Томас Магрідж, кок
- А. Едвард Сазерленд — Джордж Ліч, юнга
- Волтер Лонг — «Чорний» Гарріс
- Фред Гантлі — Старий Джонсон
- Мейбл Жюльєнна Скотт — Мод Брустер
- Том Форман — Гемфрі Ван Вейдена